# Carl Winsløw
Carl Winsløw (født 18. februar 1968 i Odense) er en dansk matematiker og professor i matematikkens didaktik (de) ved Københavns Universitet. Han er uddannet som cand.scient. i matematik og fransk ved Odense Universitet (1991), og som Ph.D. i matematik fra Tokyo Universitet (en) (1994), under vejledning af Yasuyuki Kawahigashi (pt). Han blev herefter adjunkt ved Københavns Universitet (1994-1998), lektor ved Danmarks Pædagogiske Universitet (1998-2003) og endelig professor i matematikkens didaktik ved Københavns Universitet fra 2003.   
Carl Winsløw har siden 2021 været præsident for det europæiske selskab for forskning i  matematikkens didaktik (European association for Research in Mathematics Education, ERME), og sad i samme selskabs styrelse i perioden 2013-2019. Han har desuden været virksom i flere kommissioner om matematikundervisning nedsat af Undervisningsministeriet.